# Brokvarter
|  | Denne artikel handler om brokvarterer generelt. For Københavns brokvarterer, se Københavns brokvarterer |
Et brokvarter er i en storby en tætbebygget bydel beliggende uden for den egentlige (i Europa oftest middelalderlige) bykerne. Et brokvarter er opstået umiddelbart uden for byens befæstning ved byvækst udgående fra bykernen (jævnfør den franske betegnelse faubourg, "uden for fæstningen").
Den danske betegnelse brokvarter skyldes, at man har udvidet betydningen af bro fra at betegne forbindelsen over byens voldgrav, til at betegne den gade og ofte hele den bydel, der breder sig uden for broen.
Brokvarterer kaldtes tidligere også, ligesom endnu på tysk og svensk, forstæder, således i navnet på Kjøbenhavns Forstæders Sporveisselskab, der betjente denne bys brokvarterer; men dette ord har på dansk ændret betydning til at dække bydele, der ligger fjernere fra centrum, har en mindre sluttet bebyggelse og ofte er vokset op omkring eksisterende landsbyer (tysk Vorort, svensk förort). I modsætning hertil har brokvarterer karréer med tætsluttende bebyggelse og forretningsgader.
Begrebet brokvarter benyttes i Danmark oftest om Københavns brokvarterer, men mange danske byer har gader eller kvarterer med navnet -bro, oftest kombineret med et verdenshjørne, som i de største byer som København og Aarhus er blevet egentlige bydele.